# テンギズ・フブルーリ
テンギズ・フブルーリ（Tengiz Khubuluri 1955年5月24日 - ）は、旧ソ連のグルジア出身の柔道選手。階級は95kg級。身長185cm。

## 人物
1979年の世界選手権ではベルギーのロベルト・バンドワールを破って優勝を飾った。しかし、翌年に地元で開催された1980年モスクワオリンピックでは決勝でバンドワールに敗れて2位に終わった。1981年の世界選手権では決勝でバンドワールを破って2連覇を達成した。

## 主な戦績
- 1974年 - 世界ジュニア　重量級　3位
- 1974年 - 世界学生　2位
- 1975年 - ヨーロッパジュニア　優勝
- 1976年 - ヨーロッパ選手権　優勝
- 1977年 - フランス国際　3位
- 1979年 - ソ連国際　95kg級　3位　無差別　優勝
- 1979年 - ヨーロッパ選手権　優勝
- 1979年 - プレオリンピック大会　無差別　優勝
- 1979年 - 世界選手権　優勝
- 1980年 - モスクワオリンピック　2位
- 1981年 - ヨーロッパ選手権　2位
- 1981年 - 世界選手権　優勝
- 1982年 - ポーランド国際　優勝